# Daïra de T'Kout
La daïra de T'Kout est une daïra d'Algérie située dans la wilaya de Batna et dont le chef-lieu est la ville éponyme de T'Kout.

## Localisation
La daïra est située au sud-est de la wilaya de Batna.

## Communes
La daïra est composéé de trois communes : Ghassira, Kimmel et T'Kout. 